# Liebfraumilch

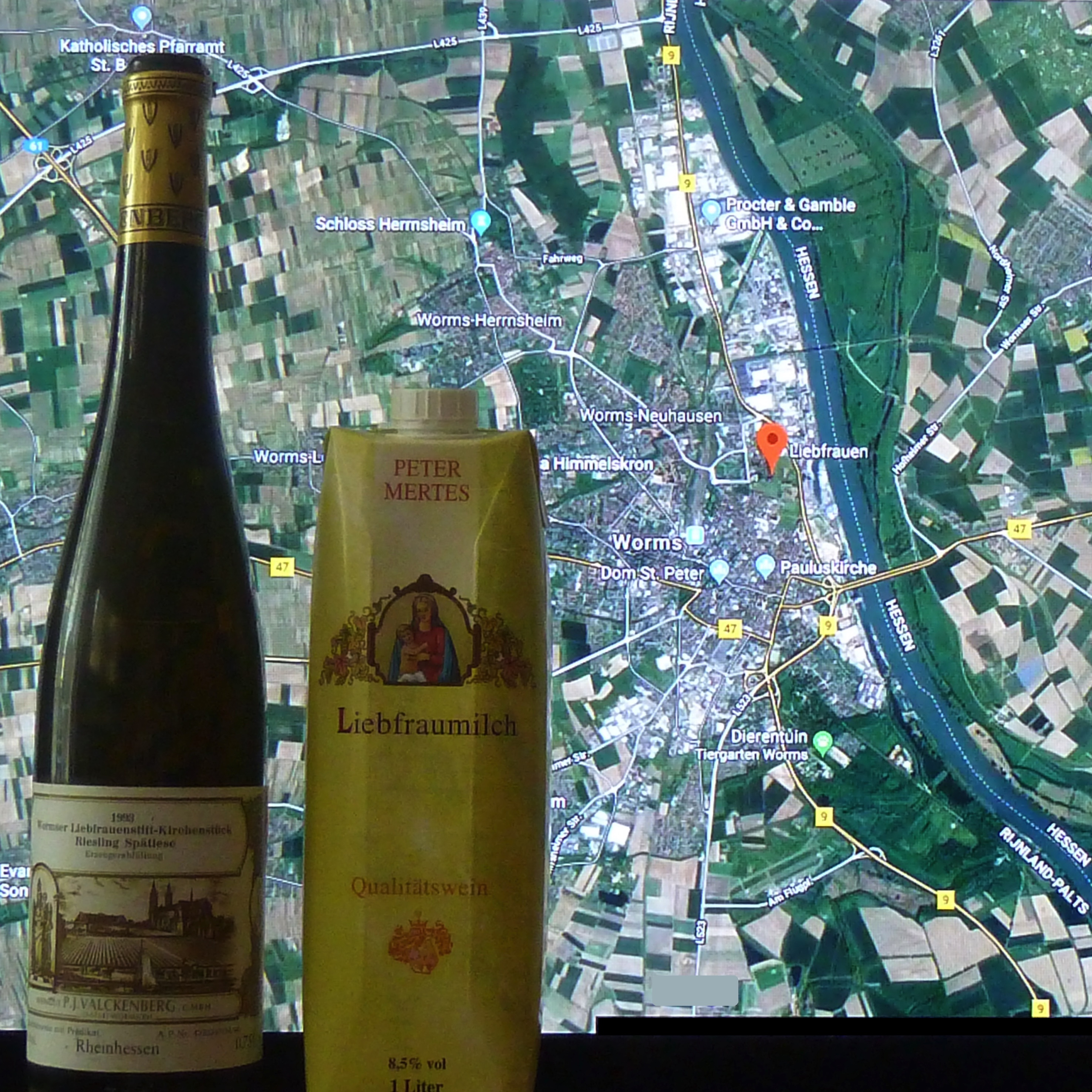
Botella de Liebfraumilch.

Liebfraumilch o Liebfrau(e)nmilch (en alemán: “leche de la señora amada”, en referencia a la Virgen María) es un tipo de vino blanco semidulce alemán que puede producirse en las regiones de Rheinhessen, Palatinado, Rheingau y Nahe.
La palabra original es Liebfrauenmilch, nombre que se le asignó al vino producido en las viñas de Liebfrauenkirche o Iglesia de Nuestra Señora, en la ciudad Worms del estado Renania-Palatinado, desde el siglo XVIII.
Liebfrauenmilch originariamente era un vino de alta calidad y de distribución limitada. La compañía de vino Valckenberg vende sus vinos producidos en la viña original, “Liebfrauenstift-Kirchenstück”, bajo el nombre de “MADONNA Liebfraumilch”, aunque irónicamente no sea legalmente un Liebfraumilch, sino un QmP (clasificación de vino alemán). La etiqueta genérica de Liebfraumilch se utiliza para comercializar cosechas de cualquier parte de la zona Rheinhessen/Nahe. En Alemania, ese vino se vende a un precio de supermercado, económico, debido a la percepción de que su etiqueta es de mal gusto y a que sus características no se prestan a un buen maridaje con la cocina moderna.  Vino con características muy similares pero producido con uvas de alta calidad es etiquetado como Spätlese o Auslese desde sus respectivas regiones.
Peter Josef Valckenberg, un inmigrante holandés, abrió una empresa de exportación de vino en Worms en 1786. En 1808, compró viñas de monasterio de las fuerzas de ocupación francesas. Luego su familia desarrolló y dominó el mercado de exportación alemán y aún permanece como una compañía de gran importancia. El Liebfrauenmilch original solamente procede de esta compañía y de otras tres bodegas locales. 
En los Estados Unidos y el Reino Unido, quizá el ejemplo más conocido ha sido el Blue Nun, el cual ya no utiliza la designación Liebfraumilch. Mientras que el término está asociado con el vino de baja calidad, la  Clasificación del vino alemán define el Liebfraumilch como un escalón por encima de la categoría más baja, Tafelwein (vino de mesa).
De todas maneras, en Alemania, a menudo se ve la etiqueta de Liebfraunmilch como algo simbólico del fracaso de la cadena del marketing y las estafas del vino que han dañado la imagen pública del vino alemán en el pasado.